# Buenavista de Valdavia
Buenavista de Valdavia – gmina w Hiszpanii, w prowincji Palencia, w Kastylii i León, o powierzchni 81,64 km². W 2011 roku gmina liczyła 373 mieszkańców.